# Labastide-du-Temple
Pour les articles homonymes, voir Labastide.
Labastide-du-Temple est une commune française située dans le centre du département de Tarn-et-Garonne, en région Occitanie.
Sur le plan historique et culturel, la commune est dans le Quercy Blanc, correspondant à la partie méridionale du Quercy, devant son nom à ses calcaires lacustres du Tertiaire.
Exposée à un climat océanique altéré, elle est drainée par le Tarn, le ruisseau de Larone, le ruisseau de Maribenne, le ruisseau de Guignès, le ruisseau de la Ravajole et par divers autres petits cours d'eau. La commune possède un patrimoine naturel remarquable : un site Natura 2000 (Les « vallées du Tarn, de l'Aveyron, du Viaur, de l'Agout et du Gijou »), un espace protégé (le « cours de la Garonne, de l'Aveyron, du Viaur et du Tarn ») et une zone naturelle d'intérêt écologique, faunistique et floristique.
Labastide-du-Temple est une commune rurale qui compte 1 137 habitants en 2022, après avoir connu une forte hausse de la population depuis 1968.
Ses habitants sont appelés les Bastidiens ou  Bastidiennes.

## Géographie

### Localisation
Commune de l'aire d'attraction de Montauban située dans l'unité urbaine de Meauzac entre Castelsarrasin et Montauban dans la plaine du Tarn en Bas-Montauban.

### Communes limitrophes
Les communes limitrophes sont  Castelsarrasin, La Ville-Dieu-du-Temple, Lafrançaise, Les Barthes, Lizac et Meauzac.
| Lizac          | Lafrançaise             |         |
| Les Barthes    | Labastide-du-Temple     | Meauzac |
| Castelsarrasin | La Ville-Dieu-du-Temple |         |

### Géologie et relief
La superficie de la commune est de 1 092 hectares ; son altitude varie de 69  à   94 mètres.

### Hydrographie

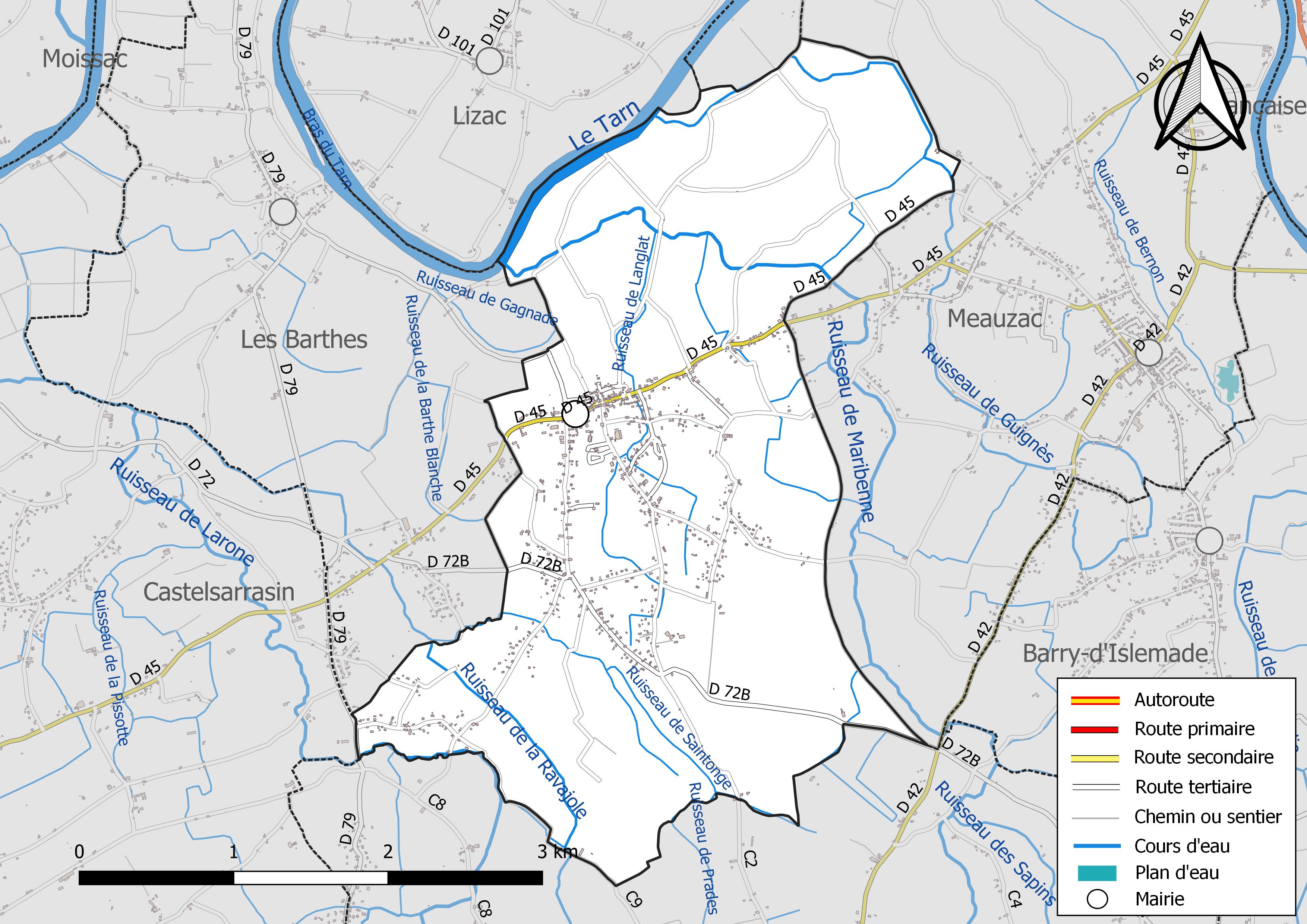
Réseaux hydrographique et routier de Labastide-du-Temple.

La commune est dans le bassin versant de la Garonne, au sein du bassin hydrographique Adour-Garonne. Elle est drainée par le Tarn, le ruisseau de Larone, le ruisseau de Maribenne, le ruisseau de Guignès, le ruisseau de la Ravajole, le ruisseau de Langlat, le ruisseau de Prades, le ruisseau de Saintonge et par divers petits cours d'eau, constituant un réseau hydrographique de 22 km de longueur totale,.
Le Tarn, d'une longueur totale de 380 km, prend sa source dans la commune de Pont de Montvert - Sud Mont Lozère et s'écoule d'est en ouest. Il traverse la commune et se jette dans la Garonne à Saint-Nicolas-de-la-Grave, après avoir traversé 98 communes.
Le ruisseau de Larone, d'une longueur totale de 23,6 km, prend sa source dans la commune de Montech et s'écoule du sud-est vers le nord-ouest. Il traverse la commune et se jette dans le Tarn à Castelsarrasin, après avoir traversé 8 communes.
Le ruisseau de Maribenne, d'une longueur totale de 11,1 km, prend sa source dans la commune de La Ville-Dieu-du-Temple et s'écoule du sud-est vers le nord-ouest. Il se jette dans le Tarn sur le territoire communal, après avoir traversé 4 communes.

### Climat
Pour des articles plus généraux, voir Climat de l'Occitanie et Climat de Tarn-et-Garonne.
En 2010, le climat de la commune est de type climat du Bassin du Sud-Ouest, selon une étude du Centre national de la recherche scientifique s'appuyant sur une série de données couvrant la période 1971-2000. En 2020, Météo-France publie une typologie des climats de la France métropolitaine dans laquelle la commune est exposée à un climat océanique altéré et est dans la région climatique Aquitaine, Gascogne, caractérisée par une pluviométrie abondante au printemps, modérée en automne, un faible ensoleillement au printemps, un été chaud (19,5 °C), des vents faibles, des brouillards fréquents en automne et en hiver et des orages fréquents en été (15 à 20 jours).
Pour la période 1971-2000, la température annuelle moyenne est de 13,2 °C, avec une amplitude thermique annuelle de 15,5 °C. Le cumul annuel moyen de précipitations est de 748 mm, avec 9,4 jours de précipitations en janvier et 6,3 jours en juillet. Pour la période 1991-2020, la température moyenne annuelle observée sur la station météorologique de Météo-France la plus proche, « Castelsarrasin », sur la commune de Castelsarrasin à 9 km à vol d'oiseau, est de 13,6 °C et le cumul annuel moyen de précipitations est de 698,6 mm. 
La température maximale relevée sur cette station est de 43,1 °C, atteinte le 24 août 2023 ; la température minimale est de −13,8 °C, atteinte le 9 février 2012,,.
Les paramètres climatiques de la commune ont été estimés pour le milieu du siècle (2041-2070) selon différents scénarios d'émission de gaz à effet de serre à partir des nouvelles projections climatiques de référence DRIAS-2020. Ils sont consultables sur un site dédié publié par Météo-France en novembre 2022.

### Milieux naturels et biodiversité

#### Espaces protégés
La protection réglementaire est le mode d’intervention le plus fort pour préserver des espaces naturels remarquables et leur biodiversité associée,.
Un  espace protégé est présent sur la commune : 
le « cours de la Garonne, de l'Aveyron, du Viaur et du Tarn », objet d'un arrêté de protection de biotope, d'une superficie de 1 262,3 ha.

#### Réseau Natura 2000

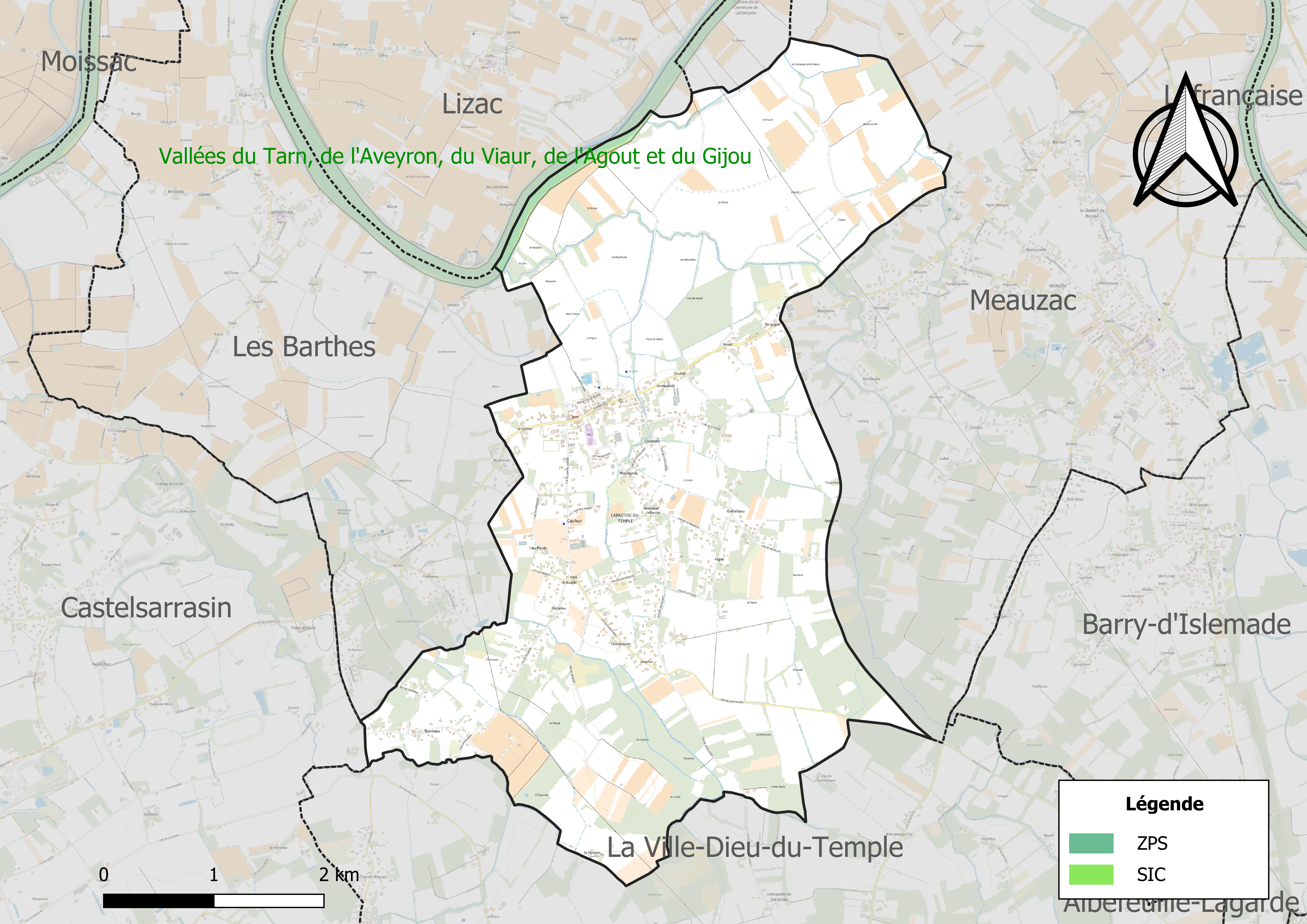
Site Natura 2000 sur le territoire communal.

Le réseau Natura 2000 est un réseau écologique européen de sites naturels d'intérêt écologique élaboré à partir des directives habitats et oiseaux, constitué de zones spéciales de conservation (ZSC) et de zones de protection spéciale (ZPS).
Un site Natura 2000 a été défini sur la commune au titre de la directive habitats : Les « vallées du Tarn, de l'Aveyron, du Viaur, de l'Agout et du Gijou », d'une superficie de 17 144 ha, s'étendant sur 136 communes dont 41 dans l'Aveyron, 8 en Haute-Garonne, 50 dans le Tarn et 37 dans le Tarn-et-Garonne. Elles présentent une très grande diversité d'habitats et d'espèces dans ce vaste réseau de cours d'eau et de gorges. La présence de la Loutre d'Europe et de la moule perlière d'eau douce est également d'un intérêt majeur.

#### Zones naturelles d'intérêt écologique, faunistique et floristique

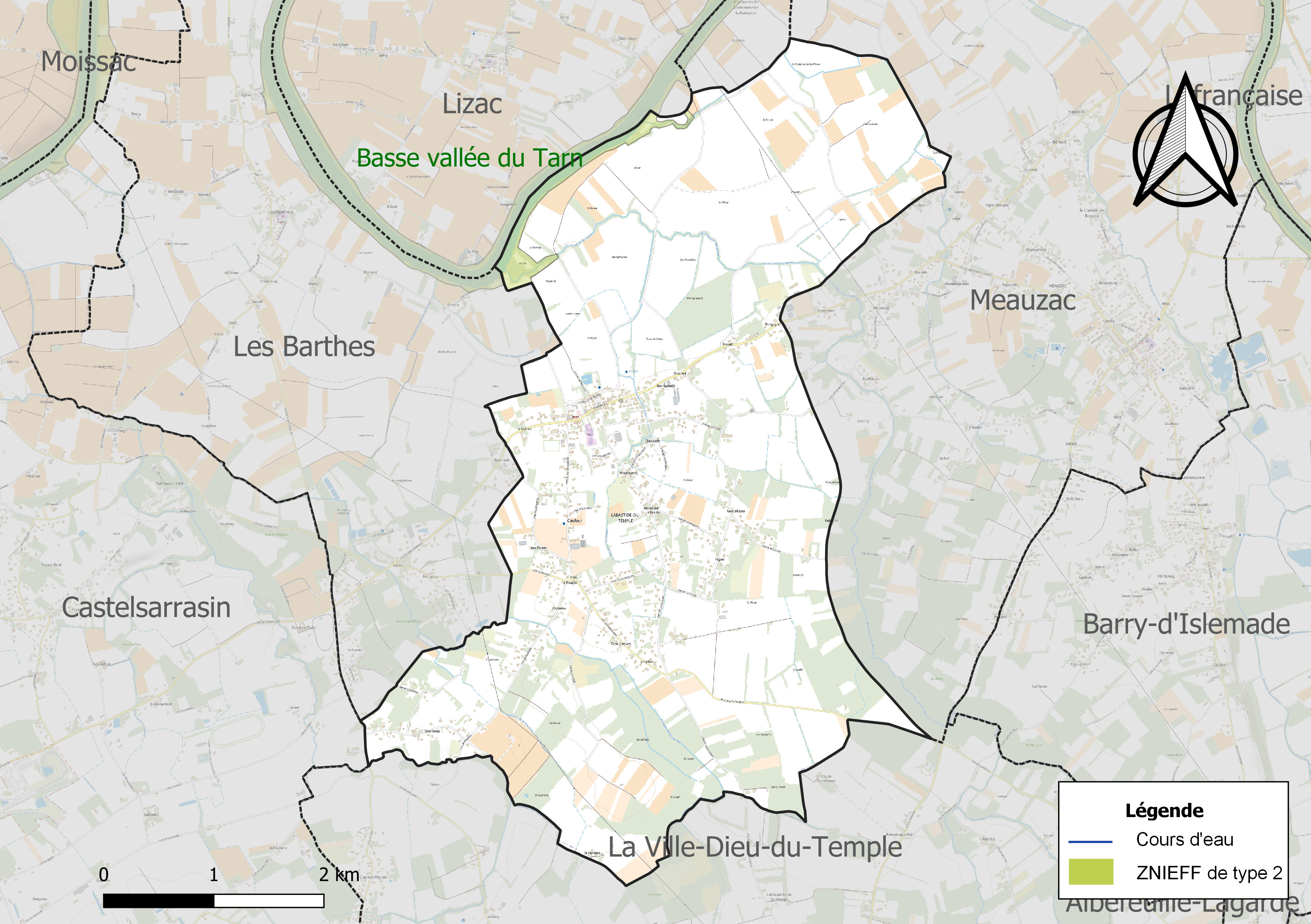
Carte de la ZNIEFF de type 2 localisée sur la commune.

L’inventaire des zones naturelles d'intérêt écologique, faunistique et floristique (ZNIEFF) a pour objectif de réaliser une couverture des zones les plus intéressantes sur le plan écologique, essentiellement dans la perspective d’améliorer la connaissance du patrimoine naturel national et de fournir aux différents décideurs un outil d’aide à la prise en compte de l’environnement dans l’aménagement du territoire.
Une ZNIEFF de type 2 est recensée sur la commune :
la « basse vallée du Tarn » (3 623 ha), couvrant 49 communes dont huit dans la Haute-Garonne, 20 dans le Tarn et 21 dans le Tarn-et-Garonne.

## Urbanisme

### Typologie
Au 1er janvier 2024, Labastide-du-Temple est catégorisée commune rurale à habitat dispersé, selon la nouvelle grille communale de densité à sept niveaux définie par l'Insee en 2022.
Elle appartient à l'unité urbaine de Meauzac, une agglomération intra-départementale regroupant trois  communes, dont elle est ville-centre,,. Par ailleurs la commune fait partie de l'aire d'attraction de Montauban, dont elle est une commune de la couronne,. Cette aire, qui regroupe 50 communes, est catégorisée dans les aires de 50 000 à moins de 200 000 habitants,.

### Occupation des sols

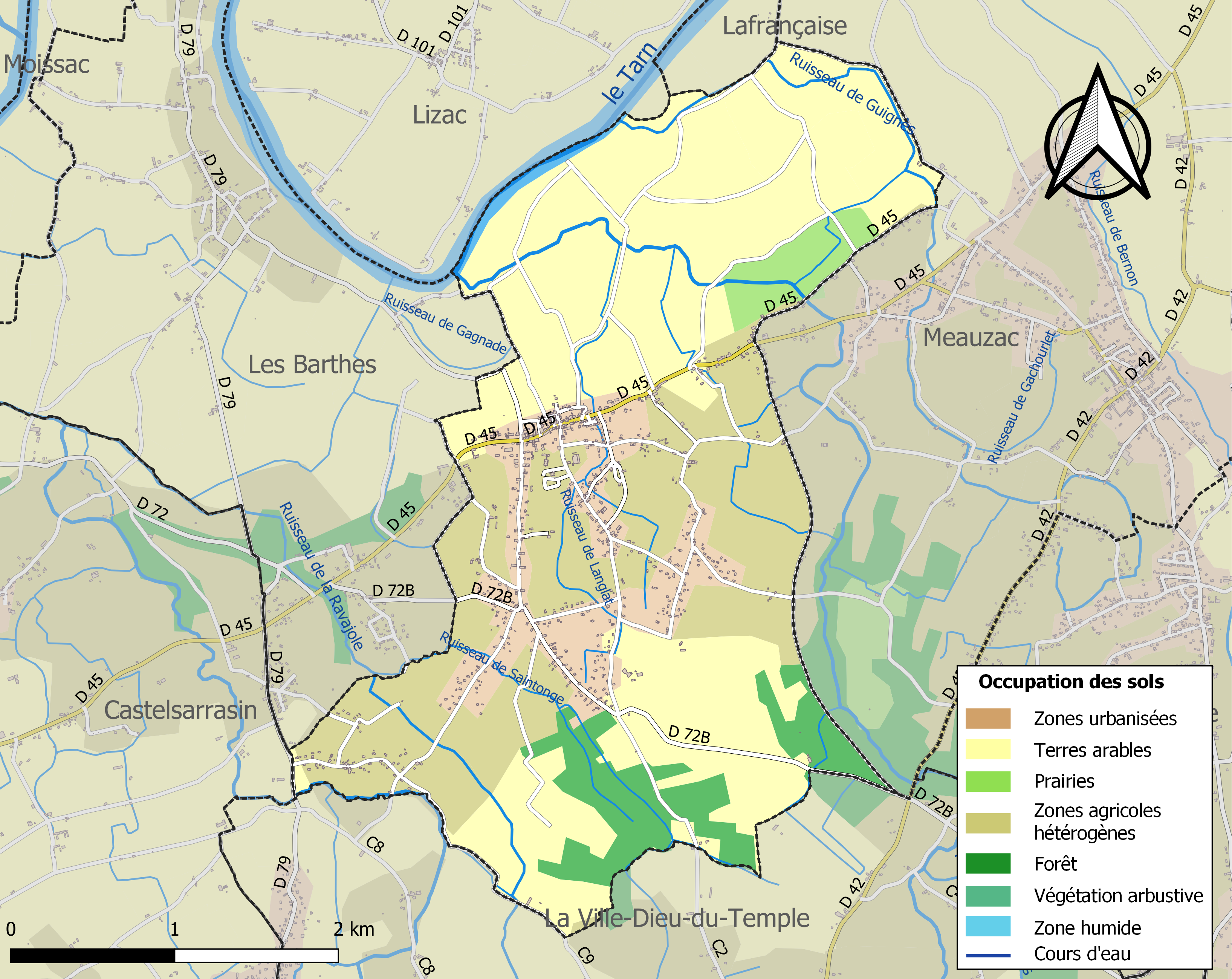
Carte des infrastructures et de l'occupation des sols de la commune en 2018 (CLC).

L'occupation des sols de la commune, telle qu'elle ressort de la base de données européenne d’occupation biophysique des sols Corine Land Cover (CLC), est marquée par l'importance des territoires agricoles (80,2 % en 2018), en diminution par rapport à 1990 (87 %). La répartition détaillée en 2018 est la suivante : 
terres arables (39,1 %), zones agricoles hétérogènes (29,2 %), zones urbanisées (11,6 %), cultures permanentes (9 %), forêts (7,6 %), prairies (3 %), eaux continentales (0,7 %). L'évolution de l’occupation des sols de la commune et de ses infrastructures peut être observée sur les différentes représentations cartographiques du territoire : la carte de Cassini (XVIIIe siècle), la carte d'état-major (1820-1866) et les cartes ou photos aériennes de l'IGN pour la période actuelle (1950 à aujourd'hui).

### Habitat et logement
En 2018, le nombre total de logements dans la commune était de 469, alors qu'il était de 441 en 2013 et de 410 en 2008.
Parmi ces logements, 90,5 % étaient des résidences principales, 1,7 % des résidences secondaires et 7,8 % des logements vacants. Ces logements étaient pour 95 % d'entre eux des maisons individuelles et pour 3,9 % des appartements.
Le tableau ci-dessous présente la typologie des logements à Labastide-du-Temple en 2018 en comparaison avec celle de Tarn-et-Garonne et de la France entière. Une caractéristique marquante du parc de logements est ainsi une proportion de résidences secondaires et logements occasionnels (1,7 %) inférieure à celle du département (5,8 %) et à celle de la France entière (9,7 %). Concernant le statut d'occupation de ces logements, 81,1 % des habitants de la commune sont propriétaires de leur logement (78 % en 2013), contre 66,4 % pour le Tarn-et-Garonne et 57,5 % pour la France entière.
| Typologie                                               | Labastide-du-Temple | Tarn-et-Garonne | France entière |
| ------------------------------------------------------- | ------------------- | --------------- | -------------- |
| Résidences principales (en %)                           | 90,5                | 84,4            | 82,1           |
| Résidences secondaires et logements occasionnels (en %) | 1,7                 | 5,8             | 9,7            |
| Logements vacants (en %)                                | 7,8                 | 9,9             | 8,2            |

### Voies de communication et transports
Accès avec la route départementale D 45.

### Risques majeurs
Le territoire de la commune de Labastide-du-Temple est vulnérable à différents aléas naturels : météorologiques (tempête, orage, neige, grand froid, canicule ou sécheresse), inondations, mouvements de terrains et séisme (sismicité très faible). Il est également exposé à deux risques technologiques, le transport de matières dangereuses et la rupture d'un barrage. Un site publié par le BRGM permet d'évaluer simplement et rapidement les risques d'un bien localisé soit par son adresse soit par le numéro de sa parcelle.

#### Risques naturels
La commune fait partie du territoire à risques importants d'inondation (TRI) de Montauban-Moissac, regroupant 15 communes concernées par un risque de débordement du Tarn, un des 18 TRI qui ont été arrêtés fin 2012 sur le bassin Adour-Garonne. La crue historique de mars 1930 a provoqué des dégâts considérables. Le sinistre a fait 210 morts et près de 10 000 sinistrés. 120 morts ont été recensés pour la seule ville de Moissac après la rupture des digues et 2 769 maisons ont été détruites en Tarn-et-Garonne. Des cartes des surfaces inondables ont été établies pour trois scénarios : fréquent (crue de temps de retour de 10 ans à 30 ans), moyen (temps de retour de 100 ans à 300 ans) et extrême (temps de retour de l'ordre de 1 000 ans, qui met en défaut tout système de protection). La commune a été reconnue en état de catastrophe naturelle au titre des dommages causés par les inondations et coulées de boue survenues en 1982, 1993, 1996, 1999, 2003, 2005, 2015 et 2018,.
Labastide-du-Temple est exposée au risque de feu de forêt. Le département de Tarn-et-Garonne présentant toutefois globalement un niveau d’aléa moyen à faible très localisé, aucun Plan départemental de protection des forêts contre les risques d’incendie de forêt (PFCIF) n'a été élaboré. Le débroussaillement aux abords des maisons constitue l’une des meilleures protections pour les particuliers contre le feu,.

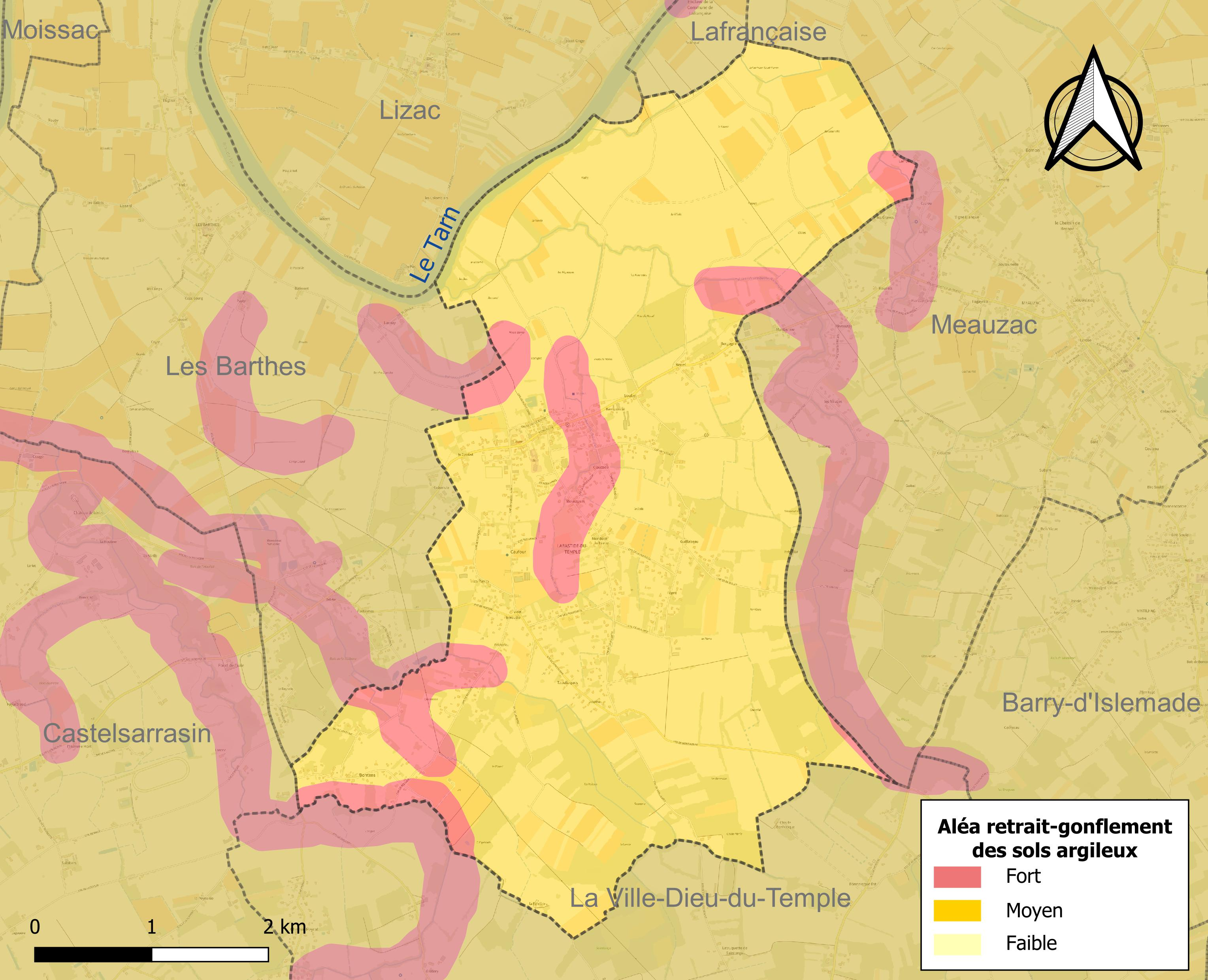
Carte des zones d'aléa retrait-gonflement des sols argileux de Labastide-du-Temple.

Les mouvements de terrains susceptibles de se produire sur la commune sont des tassements différentiels.
Le retrait-gonflement des sols argileux est susceptible d'engendrer des dommages importants aux bâtiments en cas d’alternance de périodes de sécheresse et de pluie. La totalité de la commune est en aléa moyen ou fort (92 % au niveau départemental et 48,5 % au niveau national). Sur les 447 bâtiments dénombrés sur la commune en 2019, 447 sont en aléa moyen ou fort, soit 100 %, à comparer aux 96 % au niveau départemental et 54 % au niveau national. Une cartographie de l'exposition du territoire national au retrait gonflement des sols argileux est disponible sur le site du BRGM,.
Par ailleurs, afin de mieux appréhender le risque d’affaissement de terrain, l'inventaire national des cavités souterraines permet de localiser celles situées sur la commune.
Concernant les mouvements de terrains, la commune a été reconnue en état de catastrophe naturelle au titre des dommages causés par la sécheresse en 1989, 1992, 1998, 1999, 2003, 2009, 2011, 2012 et 2017 et par des mouvements de terrain en 1999.

#### Risques technologiques
Le risque de transport de matières dangereuses sur la commune est lié à sa traversée par des infrastructures routières ou ferroviaires importantes ou la présence d'une canalisation de transport d'hydrocarbures. Un accident se produisant sur de telles infrastructures est susceptible d’avoir des effets graves sur les biens, les personnes ou l'environnement, selon la nature du matériau transporté. Des dispositions d’urbanisme peuvent être préconisées en conséquence.
La commune est en outre située en aval du barrage de Pareloup, un ouvrage de classe A dans l'Aveyron sur les rivières Aveyron et Viaur, disposant d'une retenue de 169 millions de mètres cubes. À ce titre elle est susceptible d’être touchée par l’onde de submersion consécutive à la rupture de cet ouvrage.

## Toponymie
Durant  Révolution, la commune est connue sous le nom de Labastide,.
Ses habitants sont appelés les Bastidiens.

## Politique et administration

### Rattachements administratifs et électoraux

#### Rattachements administratifs
La commune se trouve dans l'arrondissement de Castelsarrasin du département de Tarn-et-Garonne.
Elle faisait partie de 1793 à 1973  du canton de Castelsarrasin; année où celui-ci est scindé et la commune rattachée au canton de Castelsarrasin-2. Dans le cadre du redécoupage cantonal de 2014 en France, cette circonscription administrative territoriale a disparu, et le canton n'est plus qu'une circonscription électorale.

#### Rattachements électoraux
Pour les élections départementales, la commune fait partie depuis 2014 du canton de Castelsarrasin
Pour l'élection des députés, elle fait partie de la deuxième circonscription de Tarn-et-Garonne.

### Intercommunalité
Labastide-du-Temple était membre de la petite communauté de communes des Terrasses et Plaines des deux cantons, un établissement public de coopération intercommunale (EPCI) à fiscalité propre créé fin 2006 et auquel la commune avait transféré un certain nombre de ses compétences, dans les conditions déterminées par le code général des collectivités territoriales.
Dans le cadre des dispositions de la loi portant nouvelle organisation territoriale de la République du 7 août 2015, qui prévoit que les établissements publics de coopération intercommunale (EPCI) à fiscalité propre doivent avoir un minimum de 15 000 habitants, cette intercommunalité a fusionné avec sa voisine pour former, le 1er janvier 2017, la communauté  de communes Coteaux et Plaines du Pays Lafrançaisain, dont est désormais membre la commune.

### Administration municipale
Le nombre d'habitants au recensement de  étant compris entre 500 et 1 499 habitants, le nombre de membres du conseil municipal est de quinze.

### Liste des maires
| Période                                  | Période                   | Identité           | Étiquette | Qualité |
| ---------------------------------------- | ------------------------- | ------------------ | --------- | --- |
| Les données manquantes sont à compléter. |                           |                    |           | |
|                                          |                           |                    |           | |
| mars 1971                                | mars 2001                 | Gérard Prieur      |           | Commerçant en fruits et légumes |
| mars 2001                                | mai 2020                  | Kléber Leygue      | UDI       | |
| mai 2020                                 | juillet 2022,             | Véronique Colombié | DVG       | Salariée agricole Conseillère départementale de Castelsarrasin (2015 → ) Mandat écourté par la démission d'une partie duconseil municipal |
| juillet 2022                             | En cours (au 5 juin 2023) | Mathieu Pierasco   |           | Commerçant ou assimité |

## Équipements et services publics

### Enseignement
Labastide-du-Temple fait partie de l'académie de Toulouse.

## Démographie
L'évolution du nombre d'habitants est connue à travers les recensements de la population effectués dans la commune depuis 1793. Pour les communes de moins de 10 000 habitants, une enquête de recensement portant sur toute la population est réalisée tous les cinq ans, les populations de référence des années intermédiaires étant quant à elles estimées par interpolation ou extrapolation. Pour la commune, le premier recensement exhaustif entrant dans le cadre du nouveau dispositif a été réalisé en 2007.

En 2022, la commune comptait 1 137 habitants, en évolution de −0,44 % par rapport à 2016 (Tarn-et-Garonne : +3,12 %, France hors Mayotte : +2,11 %).
| 1793 | 1800 | 1806 | 1821 | 1831 | 1836 | 1841 | 1846 | 1851 |
| ---- | ---- | ---- | ---- | ---- | ---- | ---- | ---- | ---- |
| 717  | 710  | 671  | 761  | 775  | 808  | 779  | 848  | 803  |

| 1856 | 1861 | 1866 | 1872 | 1876 | 1881 | 1886 | 1891 | 1896 |
| ---- | ---- | ---- | ---- | ---- | ---- | ---- | ---- | ---- |
| 772  | 786  | 767  | 721  | 746  | 738  | 685  | 655  | 598  |

| 1901 | 1906 | 1911 | 1921 | 1926 | 1931 | 1936 | 1946 | 1954 |
| ---- | ---- | ---- | ---- | ---- | ---- | ---- | ---- | ---- |
| 569  | 546  | 525  | 482  | 473  | 461  | 452  | 501  | 522  |

| 1962 | 1968 | 1975 | 1982 | 1990 | 1999 | 2006 | 2007  | 2012  |
| ---- | ---- | ---- | ---- | ---- | ---- | ---- | ----- | ----- |
| 575  | 552  | 588  | 605  | 783  | 803  | 990  | 1 020 | 1 125 |

| 2017  | 2022  | - | - | - | - | - | - | - |
| ----- | ----- | - | - | - | - | - | - | - |
| 1 125 | 1 137 | - | - | - | - | - | - | - |

| selon la population municipale des années : | 1968 | 1975 | 1982 | 1990 | 1999 | 2006 | 2009 | 2013 |
| Rang de la commune dans le département      | 77   | 54   | 67   | 55   | 55   | 51   | 53   | 49   |
| Nombre de communes du département           | 195  | 195  | 195  | 195  | 195  | 195  | 195  | 195  |

## Économie

### Revenus
En 2018, la commune compte 428 ménages fiscaux, regroupant 1 141 personnes. La médiane du revenu disponible par unité de consommation est de 19 680 € (20 140 € dans le département).

### Emploi
|                | 2008  | 2013   | 2018   |
| -------------- | ----- | ------ | ------ |
| Commune        | 6 %   | 10,2 % | 11,6 % |
| Département    | 8,4 % | 10,2 % | 10,3 % |
| France entière | 8,3 % | 10 %   | 10 %   |

En 2018, la population âgée de 15 à 64 ans s'élève à 673 personnes, parmi lesquelles on compte 76,8 % d'actifs (65,3 % ayant un emploi et 11,6 % de chômeurs) et 23,2 % d'inactifs,. En  2018, le taux de chômage communal (au sens du recensement) des 15-64 ans est supérieur à celui du département et de la France, alors qu'en 2008 la situation était inverse.
La commune fait partie de la couronne de l'aire d'attraction de Montauban, du fait qu'au moins 15 % des actifs travaillent dans le pôle,. Elle compte 166 emplois en 2018, contre 161 en 2013 et 149 en 2008. Le nombre d'actifs ayant un emploi résidant dans la commune est de 443, soit un indicateur de concentration d'emploi de 37,4 % et un taux d'activité parmi les 15 ans ou plus de 59,5 %.
Sur ces 443 actifs de 15 ans ou plus ayant un emploi, 97 travaillent dans la commune, soit 22 % des habitants. Pour se rendre au travail, 92,2 % des habitants utilisent un véhicule personnel ou de fonction à quatre roues, 1,1 % les transports en commun, 2,5 % s'y rendent en deux-roues, à vélo ou à pied et 4,1 % n'ont pas besoin de transport (travail au domicile).

### Activités hors agriculture

#### Secteurs d'activités
45 établissements sont implantés  à Labastide-du-Temple au 31 décembre 2019. Le tableau ci-dessous en détaille le nombre par secteur d'activité et compare les ratios avec ceux du département,.
| Secteur d'activité                                                                                        | Commune | Commune | Département |
| Secteur d'activité                                                                                        | Nombre  | %       | %           |
| --- | ------- | ------- | ----------- |
| Ensemble                                                                                                  | 45      |         |             |
| Industrie manufacturière, industries extractives et autres                                                | 5       | 11,1 %  | (9,6 %)     |
| Construction                                                                                              | 10      | 22,2 %  | (14,9 %)    |
| Commerce de gros et de détail, transports, hébergement et restauration                                    | 13      | 28,9 %  | (29,7 %)    |
| Information et communication                                                                              | 1       | 2,2 %   | (1,9 %)     |
| Activités spécialisées, scientifiques et techniques et activités de services administratifs et de soutien | 5       | 11,1 %  | (14,1 %)    |
| Administration publique, enseignement, santé humaine et action sociale                                    | 5       | 11,1 %  | (13,6 %)    |
| Autres activités de services                                                                              | 6       | 13,3 %  | (9,3 %)     |

Le secteur du commerce de gros et de détail, des transports, de l'hébergement et de la restauration est prépondérant sur la commune puisqu'il représente 28,9 % du nombre total d'établissements de la commune (13 sur les 45 entreprises implantées  à Labastide-du-Temple), contre 29,7 % au niveau départemental.

#### Entreprises et commerces
Les quatre entreprises ayant leur siège social sur le territoire communal qui génèrent le plus de chiffre d'affaires en 2020 sont : 
- Andrieu Et Fils, travaux de maçonnerie générale et gros œuvre de bâtiment (531 k€)
- EURL Yann Holmose, travaux d'installation d'eau et de gaz en tous locaux (341 k€)
- Gerbaud Loic, travaux d'installation électrique dans tous locaux (125 k€)
- SARL Taxis Du Grand Montauban, transports de voyageurs par taxis (52 k€)

Situé entre la sous-préfecture de Castelsarrasin et la préfecture de Montauban, l'ancien village huguenot est devenu en partie une cité dortoir pour les salariés des deux principaux centres d'activités économiques du département.
Si les arboriculteurs sont encore nombreux, deux entreprises du secteur industriel se sont solidement implantées : Alméca, un des principaux fabricants français de pièces pour airbags, et Absoger, chef de file mondial de la conservation des fruits. Ces deux entreprises familiales emploient aujourd'hui respectivement 24 et 44 salariés.
Viticulture : Lavilledieu (IGP)

### Agriculture
La commune est dans les « Vallées et Terrasses », une petite région agricole occupant le centre et une bande d'est en ouest  du département de Tarn-et-Garonne. En 2020, l'orientation technico-économique de l'agriculture  sur la commune est la polyculture et/ou le polyélevage.
|               | 1988 | 2000 | 2010 | 2020 |
| ------------- | ---- | ---- | ---- | ---- |
| Exploitations | 59   | 26   | 14   | 15   |
| SAU (ha)      | 636  | 415  | 265  | 419  |

Le nombre d'exploitations agricoles en activité et ayant leur siège dans la commune est passé de 59 lors du recensement agricole de 1988  à 26 en 2000 puis à 14 en 2010 et enfin à 15 en 2020, soit une baisse de 75 % en 32 ans. Le même mouvement est observé à l'échelle du département qui a perdu pendant cette période 57 % de ses exploitations,. La surface agricole utilisée sur la commune a également diminué, passant de 636 ha en 1988 à 419 ha en 2020. Parallèlement la surface agricole utilisée moyenne par exploitation a augmenté, passant de 11 à 28 ha.

## Culture locale et patrimoine

### Lieux et monuments

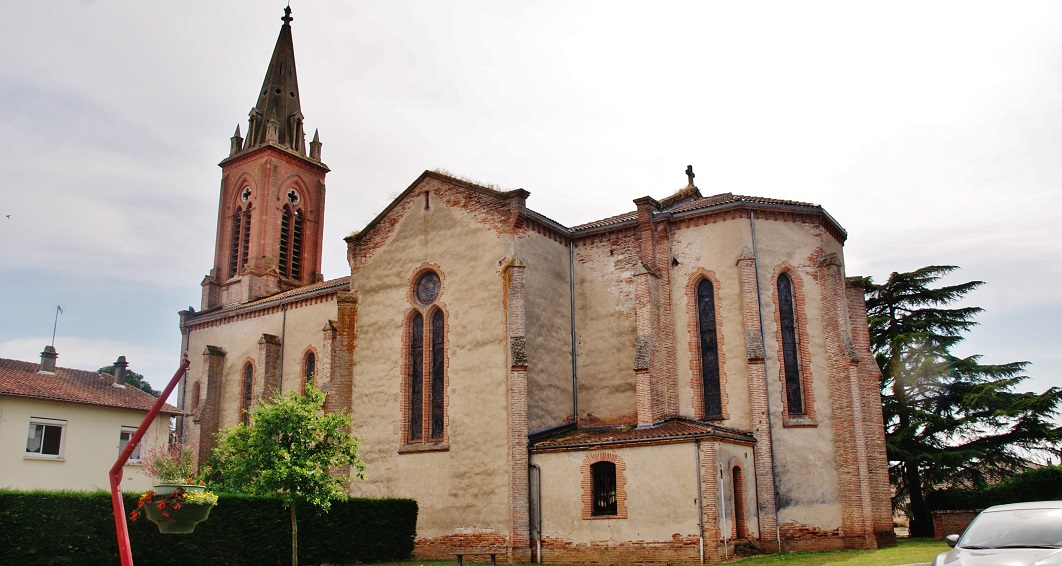
Église Saint-Christophe

- Église Saint-Christophe de Labastide-du-Temple. L'édifice est référencé dans la base Mérimée et à l'Inventaire général Région Occitanie[60]. Un tableau est référencé dans la base Palissy[60].

### Héraldique
| Blason de Labastide-du-Temple | Blason  | D'argent à trois billettes couchées d'azur.      |
| Blason de Labastide-du-Temple | Détails | Le statut officiel du blason reste à déterminer. |

## Pour approfondir